# Podregion Kuusiokunnat
Podregion Kuusiokunnat (fiń. Kuusiokuntien seutukunta) – podregion w Finlandii, w regionie Ostrobotnia Południowa.
W skład podregionu wchodzą gminy:
- Alavus,
- Kuortane,
- Ähtäri.

W skład podregionu wchodziły gminy:
- Töysä (włączona do gminy Alavus w 2013 roku)[2]